# Kanzlei Bürger
Kanzlei Bürger ist eine 13-teilige Justizfernsehserie von Heiner Carow mit Anke Sevenich in der Hauptrolle aus dem Jahr 1998. Die fünfzigminütigen Folgen liefen von September bis November 1995 montags um 20:15 Uhr im Ersten.

## Episodenliste
| Nr. | Episodentitel                    | Erstausstrahlung   |
| --- | -------------------------------- | ------------------ |
| 1   | Cornelia Bürger – Rechtsanwältin | 4. September 1995  |
| 2   | Die Partylöwen                   | 11. September 1995 |
| 3   | Zur Kasse gebeten                | 18. September 1995 |
| 4   | Jung und dynamisch               | 25. September 1995 |
| 5   | Das doppelte Ottchen             | 2. Oktober 1995    |
| 6   | Mandy                            | 9. Oktober 1995    |
| 7   | Hühnchen aus Polen               | 16. Oktober 1995   |
| 8   | Die Mauer                        | 23. Oktober 1995   |
| 9   | Schlagende Beweise               | 30. Oktober 1995   |
| 10  | Robin Wut                        | 6. November 1995   |
| 11  | Das Wunschkind                   | 13. November 1995  |
| 12  | Saison in Wildow                 | 20. November 1995  |
| 13  | Tausendundeine Nacht             | 27. November 1995  |